# 백윤식
백윤식(白潤植, 1947년 3월 16일 ~ )은 대한민국의 배우이다.

## 생애
백윤식은 서울 출생이다. 과거에는 서울 출생이 아닌 전남 목포 출생이라고 했는데, 확실한 건 본인이 알 듯하다. 1970년 KBS 공채 탤런트 9기로 데뷔하였다. 1994년 MBC의 《서울의 달》에 출연하였고, 2003년 장준환 감독의 《지구를 지켜라!》에서 강 사장으로 출연하였다.

## 가족
첫째 아들 백도빈도 배우로 활동 중이고, 며느리는 정시아이다. 둘째 아들 백서빈도 배우로 활동 중이다.

## 학력
- 대동상업고등학교
- 중앙대학교 연극영화학과 (학사 졸업)라고 하지만 정확히는 서라벌예대가 맞다. 당시에는 중앙대에 연극영화과가 없었다.

## 출연작

### 영화
- 1974년 《멋진 사나이들》
- 1976년 《부활의 땅》
- 1976년 《여자의 성》
- 1976년 《단둘이서》
- 1977년 《추하 내사랑》
- 1986년 《서울 흐림 한때 비》
- 2000년 《불후의 명작》 ... 양 사장 역
- 2003년 《지구를 지켜라!》 ... 강 사장 역
- 2004년 《범죄의 재구성》 ... 김 선생 역
- 2005년 《그때 그사람들》 ... 김 부장 역
- 2006년 《싸움의 기술》 ... 오판수 역
- 2006년 《천하장사 마돈나》 ... 씨름부 감독 역(특별출연)
- 2006년 《타짜》 ... 평 경장 역
- 2006년 《애정결핍이 두 남자에게 미치는 영향》 ... 동철동 역
- 2007년 《서핑 업》 ... 아찌 역
- 2007년 《브라보 마이 라이프》 ... 조민혁 역
- 2007년 《마을금고 연쇄습격사건》 ... 형사 구 반장 역
- 2009년 《전우치》 ... 스승 천관대사 역(특별출연)
- 2011년 《위험한 상견례》 ... 영광 역
- 2011년 《헤드》 ... 백정 역
- 2011년 《챔프》 ... 마사회장 역(특별출연)
- 2012년 《돈의 맛》 ... 윤 회장 역
- 2012년 《나는 왕이로소이다》 ... 황희 역
- 2013년 《관상》 ... 김종서 역
- 2015년 《내부자들》 ... 이강희 역
- 2016년 《덕혜옹주》 ... 고종 역
- 2017년 《반드시 잡는다》 ... 심덕수 역
- 2018년 《명당》 ... 김좌근 역
- 2019년 《변신》 ... 발타자르 신부 역(특별출연)
- 2023년 《노량: 죽음의 바다》 ... 시마즈 요시히로 역 (본작의 메인 빌런이자 진 최종 보스)[2]

### TV 드라마
- 1971년 KBS 시추에이션 드라마 《아들낳고 딸낳고》 ... 태운 역
- 1974년 KBS 일일연속극 《꽃피는 팔도강산》
- 1975년 KBS 반공드라마 《전우》
- 1978년 KBS 6.25 특집드라마 《6.25》
- 1978년 KBS 일일연속극 《귀향》
- 1979년 KBS 8.15 특집드라마 《대한국인》 ... 안정근 역
- 1979년 KBS 일요아침드라마 《물무늬》
- 1979년 KBS 대하드라마 《토지》 ... 최치수 역
- 1980년 KBS 일일연속극 《벼랑위의 사람들》
- 1980년 KBS 일요사극 《파천무》 ... 문종 역
- 1980년 KBS 일요아침드라마 《소망》
- 1980년 KBS 100분 드라마 《붉은 왕조》 ... 김평일 역
- 1980년 KBS2 월요드라마 《새댁》
- 1981년 KBS1 대하드라마 《대명》 ... 소현세자 역
- 1981년 KBS2 드라마 《포도대장》
- 1981년 KBS1《전설의 고향》 《저승화》
- 1982년 KBS1 대하드라마 《풍운》 ... 서광범 역
- 1982년 KBS2 월화드라마 《북청 물장수》
- 1983년 KBS1 특집드라마 《어머님 날 낳으시고》
- 1983년 KBS1 8.15 특집드라마 《하늘은 알고 있다》
- 1983년 KBS2 어린이드라마 《꾸러기 합창》 ... 교사 역
- 1984년 KBS1 대하드라마 《독립문》 ... 윤치호 역
- 1984년 KBS2 주간드라마 《TV 춘향전》 ... 변학도 역
- 1985년 KBS1 3.1절 특집드라마 《그사람 현곡》
- 1985년 KBS1 기업드라마 《적도전선》
- 1985년 KBS1 수요드라마 《메리크리스마스 마마》 ... 김우진 역
- 1986년 KBS1 실화극장 《남십자성》 ... 남한 유학생 역
- 1987년 KBS1 일일연속극 《어머니》
- 1988년 KBS2 주말연속극 《순심이》
- 1988년 KBS2 미니시리즈 《풍객》
- 1989년 KBS2 미니시리즈 《숲은 잠들지 않는다》
- 1989년 KBS1 대하드라마 《역사는 흐른다》
- 1990년 KBS2 미니시리즈 《겨울 나그네》 ... 민우 이복형 역
- 1990년 KBS2 특집드라마 《안개를 찾아서》
- 1990년 MBC 6.25 특집드라마 《6월의 동화》 ... 작가 최우섭 역
- 1990년 KBS2 미니시리즈 《지구인》
- 1990년 MBC 8.15 특집드라마 《반민특위》 ... 이광수 역
- 1991년 KBS2 미니시리즈 《저린 손 끝》 ... 문중훈 교장 역
- 1991년 KBS2 어린이드라마 《사랑의 학교》
- 1991년 KBS2 미니시리즈 《교토 25시》
- 1992년 KBS1 환경특집드라마 《어떤날의 시작》
- 1993년 MBC 대하드라마 《제3공화국》 ... 김대중 역
- 1994년 KBS2 월화드라마 《한명회》 ... 성삼문 역
- 1994년 MBC 주말연속극 《서울의 달》 ... 미술선생 김인철 역
- 1994년 KBS2 대하드라마 《역사의 라이벌》
- 1995년 KBS2 대하드라마 《장녹수》 ... 제안대군 역
- 1995년 MBC 미니시리즈 《전쟁과 사랑》 ... 항소 역
- 1995년 SBS 납량특집드라마 《냉동인간》
- 1996년 SBS 수목드라마 《형제의 강》 ... 최 선생 역
- 1996년 KBS2 납량특집드라마 《전설의 고향》〈덕대골〉 ... 불치병에 걸린 남편 역
- 1997년 KBS2 납량특집드라마 《전설의 고향》〈사신의 미소〉 (저승화)
- 1997년 KBS2 주말연속극 《파랑새는 있다》 ... 백 관장 역
- 1998년 KBS2 미니시리즈 《진달래꽃 필 때까지》 ... 백운수 역
- 1999년 MBC 미니시리즈 《햇빛속으로》 ... 임복돌 역
- 2000년 KBS2 미니시리즈 《나는 그녀가 좋다》 ... 장호 부 역
- 2000년 SBS 주말연속극 《덕이》 ... 장천일 군수 역
- 2001년 SBS 대하드라마 《여인천하》 ... 정윤겸 역
- 2002년 KBS2 대하드라마 《장희빈》 ... 조사석 역
- 2003년 SBS 일일시트콤 《압구정 종갓집》 ... 아버지 역
- 2003년 KBS 대하드라마 《무인시대》 ... 가짜 순문사 영기 역
- 2009년 MBC 미니시리즈 《히어로》 ... 조용덕 역
- 2010년 tvN 미니시리즈 《위기일발 풍년빌라》 ... 박태촌 역
- 2011년 SBS 미니시리즈 《뿌리깊은 나무》 ... 조선 태종 이방원 역
- 2012년 채널A 미니시리즈 《불후의 명작》 ... 황영철 역
- 2013년 MBC 일일연속사극 《구암 허준》 ... 유의태 역
- 2014년 KBS2 월화드라마 《내일도 칸타빌레》 ... 프란츠 슈트레제만 역
- 2019년 SBS 금토드라마 《배가본드》 ... 정국표 역
- 2024년 쿠팡플레이 오리지널 드라마 《가족계획》 ... 강성 역

### 라디오 프로그램
- 2015년 EBS FM 《EBS 책 읽는 라디오 낭독 시리즈》

### 예능
- 2017년 JTBC 《아는 형님》 - 게스트

### 광고
- 1985년 유한양행 리카바
- 1988년 구주제약 엘씨500 (feat 노경주)
- 1994년 삼성전자 매직스테이션 (정준,선우은숙과 공동출연)
- 1994년 경산하이테크 바이오 세라빈
- 2003년 LG전자 김장독
- 2004년 아모레퍼시픽 미래파 에센스마스크
- 2004년 파란닷컴
- 2004년 국순당 백세주
- 2005년 Hy 쿠퍼스
- 2006년 스카이라이프

## 수상
- 2003년 제7회 부천국제판타스틱영화제 남우주연상-장편 《지구를 지켜라!》
- 2003년 제2회 대한민국 영화대상 남우조연상 《지구를 지켜라!》
- 2003년 제24회 청룡영화상 남우조연상 《지구를 지켜라!》
- 2003년 제40회 대종상 남우조연상 《지구를 지켜라!》
- 2004년 제5회 부산영화평론가협회상 남우조연상 《범죄의 재구성》
- 2004년 씨네21 영화상 올해의 남자배우 《범죄의 재구성》
- 2004년 SBS 연기대상 시트콤부문 남자 연기상 《압구정 종갓집》
- 2012년 제1회 골프존 오픈 GLF 필리핀대회 수상 ("2012년 3월 16일 ~ 3월 25일")
- 2016년 16회 대한민국청소년영화제 인기영화인 - 원로배우